# مكافأة
المكافأة هو الأجر أو التعويض المالي الآخر المقدم في مقابل الخدمات التي يؤديها الموظف (لا ينبغي الخلط بينه وبين التبرع أو التنازل أو فعل تقديم الخدمات). أصبحت مجموعة من المزايا التكميلية بالإضافة إلى الأجر آليات مكافأة تحظى بشعبية متزايدة.[بحاجة لمصدر] المكافأة هي أحد مكونات إدارة المكافآت. في المملكة المتحدة، يمكن أن تشير أيضًا إلى التقسيم التلقائي للأرباح المنسوبة إلى الأعضاء في شراكة ذات مسؤولية محدودة (LLP).

## الأنواع
يمكن أن تشمل المكافأة ما يلي:
- عمولة
- مزايا الموظفين
- ملكية أسهم الموظفين
- تعويضات تنفيذية
  - تعويض مؤجل
- مرتب
  - الحوافز المرتبطة بالأداء
- الأجر
- تعويض إلزامي يدفعه صاحب العمل للموظف مقابل الفائدة التي حصل عليها من براءة اختراع لاختراع قام به الموظف